# 東公園 (印第安納州)
東公園（英語：East Park）是位於美國印第安納州克林頓縣的一個非建制地區。該地的面積和人口皆未知。

## 地理
東公園的座標為40°17′04″N 86°29′32″W / 40.28444°N 86.49222°W，而該地的平均海拔高度為261米（即856英尺）。